# Xorilbia arboricola
Espèce
Synonymes
- Ideoroncus arboricola Mahnert, 1979
- Albiorix arboricola (Mahnert, 1979)

Xorilbia arboricola est une espèce de pseudoscorpions de la famille des Ideoroncidae.

## Distribution
Cette espèce est endémique du Brésil. Elle se rencontre en Amazonas et au Pará.

## Description
La femelle holotype mesure 1,7 mm.

## Systématique et taxinomie
Cette espèce a été décrite sous le protonyme Ideoroncus arboricola par Mahnert en 1979. Elle est placée dans le genre Albiorix par Mahnert en 1984 puis dans le genre Pseudalbiorix par Harvey et Mahnert en 2006.

## Publication originale
- Mahnert, 1979 : Pseudoskorpione (Arachnida) aus dem Amazonas-Gebiet (Brasilien). Revue Suisse de Zoologie, vol. 86, no 3, p. 719-810 (texte intégral).